# Ectocarpales
Ectocarpales představují řád chaluh (Phaeophyceae).

## Systematika
Řád Ectocarpales byl na základě životního cyklu či stavby stélky považován za primitivní skupinu chaluh; z ektokarpálních vláknitých řas podle tohoto pohledu měly evolučně vycházet morfologicky odvozenější řády chaluh. Teprve data založená na molekulární fylogenetice ukázala, že vláknité ektokarpální chaluhy jsou zjednodušené sekundárně, a původní pohled je tedy nesprávný. Sesterský taxon vůči řádu Ectocarpales představuje nepočetný řád Asterocladales, přičemž rozkol obou těchto linií je kladen teprve do konce období křídy před asi 66 miliony lety. Tento klad navíc vykazuje blízkou příbuznost se řádem Laminariales, jehož zástupci – kelpy – se vyznačují jedněmi z morfologicky nejsložitějších stélek mezi chaluhami vůbec.
Řád Ectocarpales patří mezi druhově nejbohatší řády chaluh (celkem čítá asi 750 druhů), systematika této skupiny je však i kvůli komplikované evoluční historii nestálá. V některých starších systémech se lze např. setkat se řády Chordariales, Dictyosiphonales či Scytosiphonales, které však moderní systémy považují na základě molekulárních dat za součást Ectocarpales s.l.
Následující seznam 6 čeledí ektokarpálních chaluh vychází z :
- Acinetosporaceae G. Hamel ex Feldmann (1937)
- Adenocystaceae Rousseau, Reviers, Leclerc, Asensi et Delépine (2000)
- Chordariaceae Greville (1830)
- Ectocarpaceae C. Agardh (1828)
- Petrospongiaceae Racault, R.L. Fletcher, Reviers, G.Y. Cho, S.M. Boo, Parente et F. Rousseau (2009)
- Scytosiphonaceae Ardissone et Straforello (1877)

Řasa Ectocarpus siliculosus se stala první chaluhou s osekvenovaným genomem.

## Popis a životní cyklus
V závislosti na druhu je stélka buď vláknitá, pseudoparenchymatická nebo parenchymatická, typicky diferencovaná na poléhavý disk a vlastní vzpřímené vláknité, cibulovité nebo listovité „tělo“.
Pro vývojový cyklus bývá typická rodozměna, již lze demonstrovat u modelového druhu Ectocarpus siliculosus: diploidní sporofyty produkují v unilokulárních sporangiích haploidní spory, jež dávají vzniknout samčím nebo samičím gametofytům. Gametofyty produkují v plurilokulárních gametangiích izogamety, jejichž fúze dává vzniknout zygotě a následně novému sporofytu. Vyjma pohlavního rozmnožování se objevuje i rozmnožování prostřednictvím nepohlavních spor, produkovaných buďto sporofyty, anebo tzv. partenosporofyty, jež mohou vznikat z neoplozených gamet. Samčí a samičí gametofyty, jakož i (parteno)sporofyty jsou svým vzhledem vzájemně jen těžko rozlišitelné.

## Galerie

Galerie vybraných zástupců
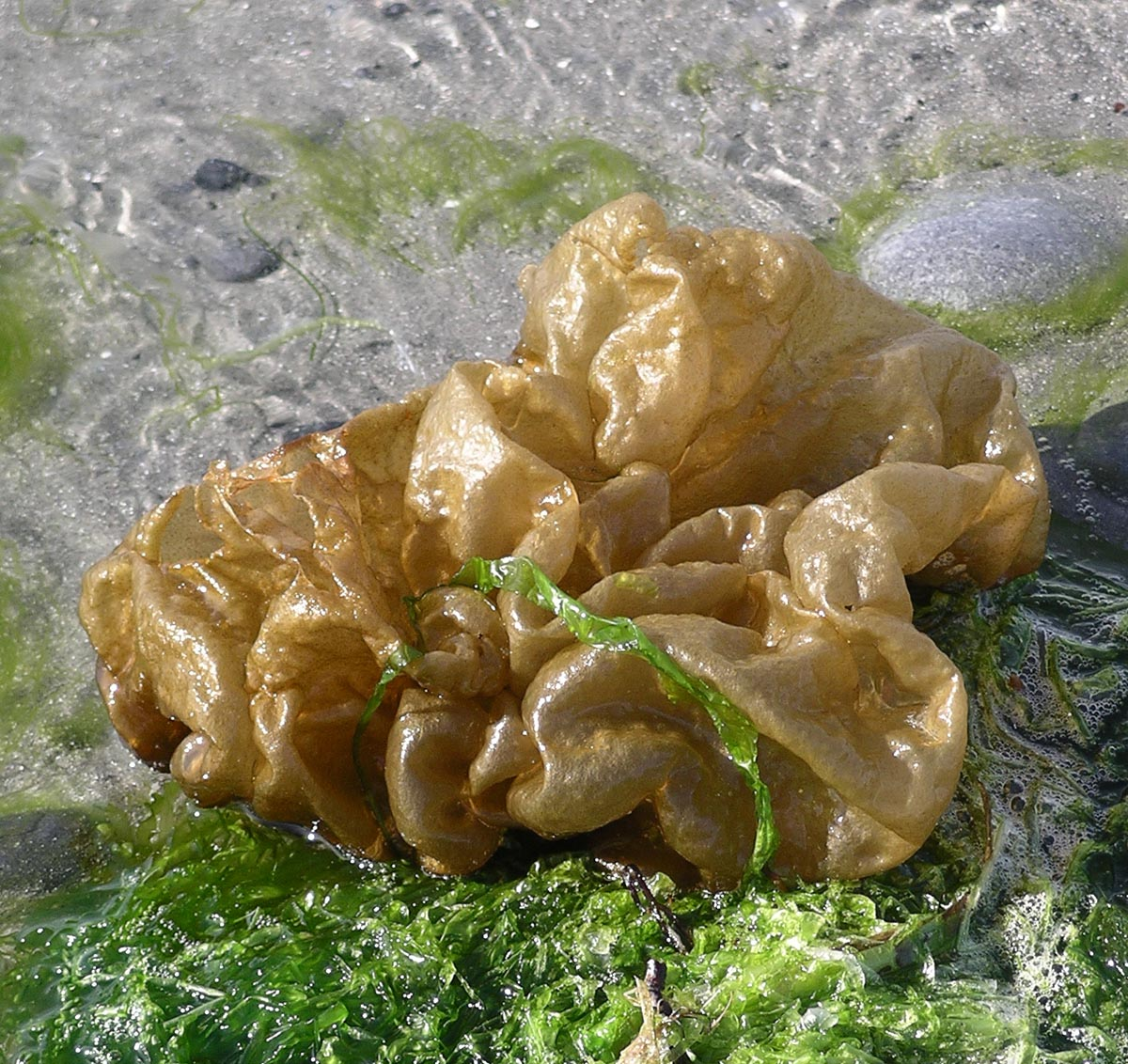
Leathesia difformis
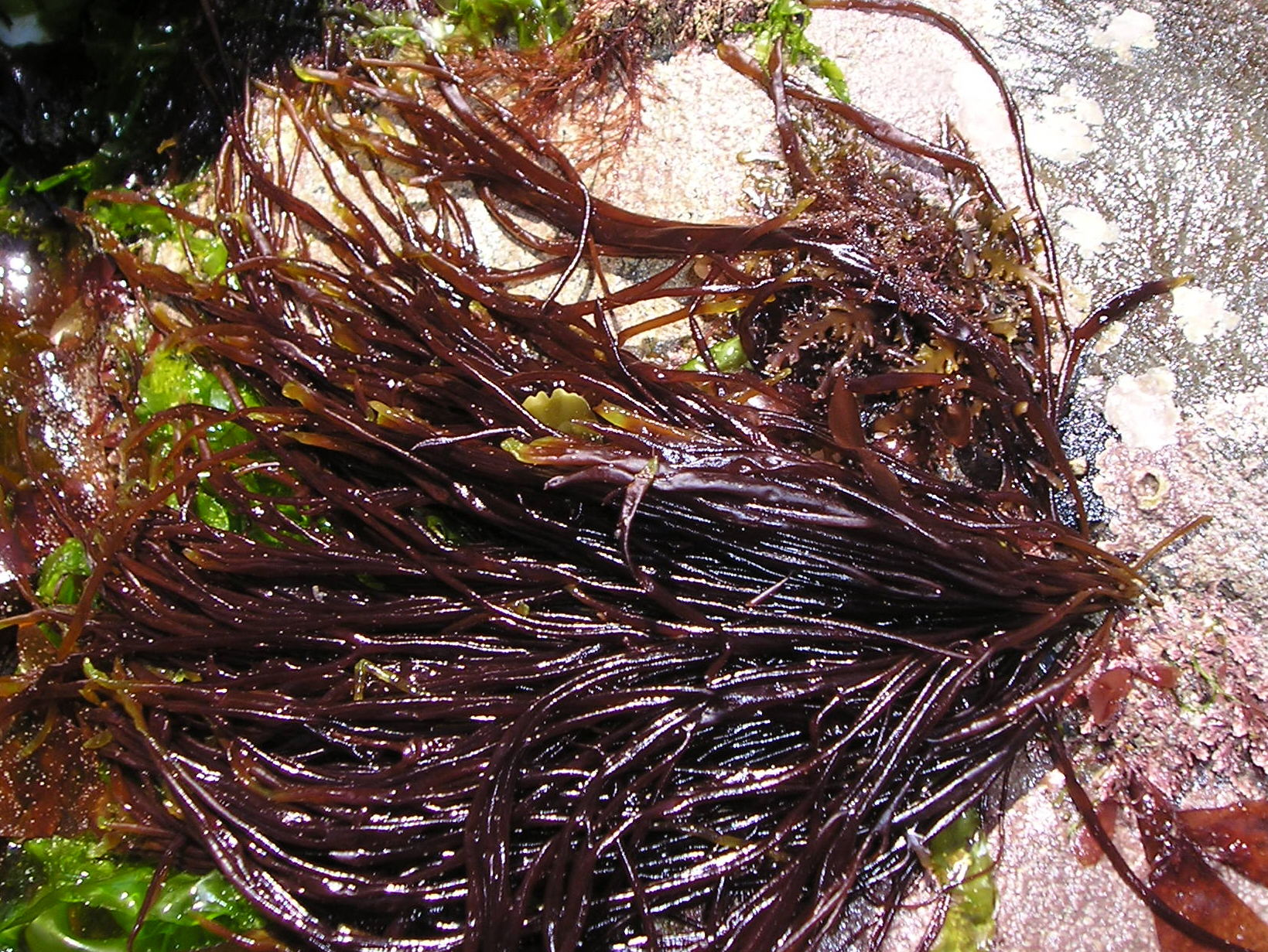
Scytosiphon lomentaria
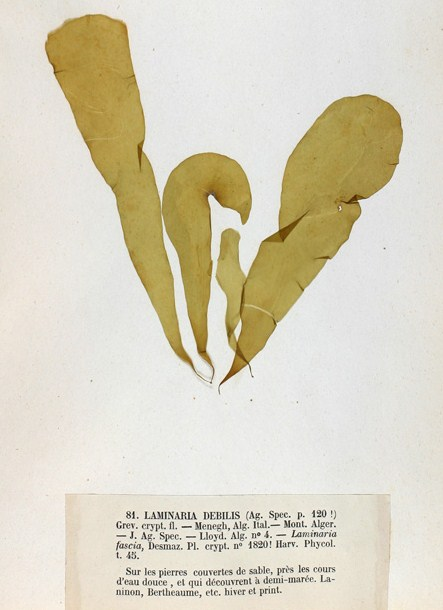
Petalonia fascia
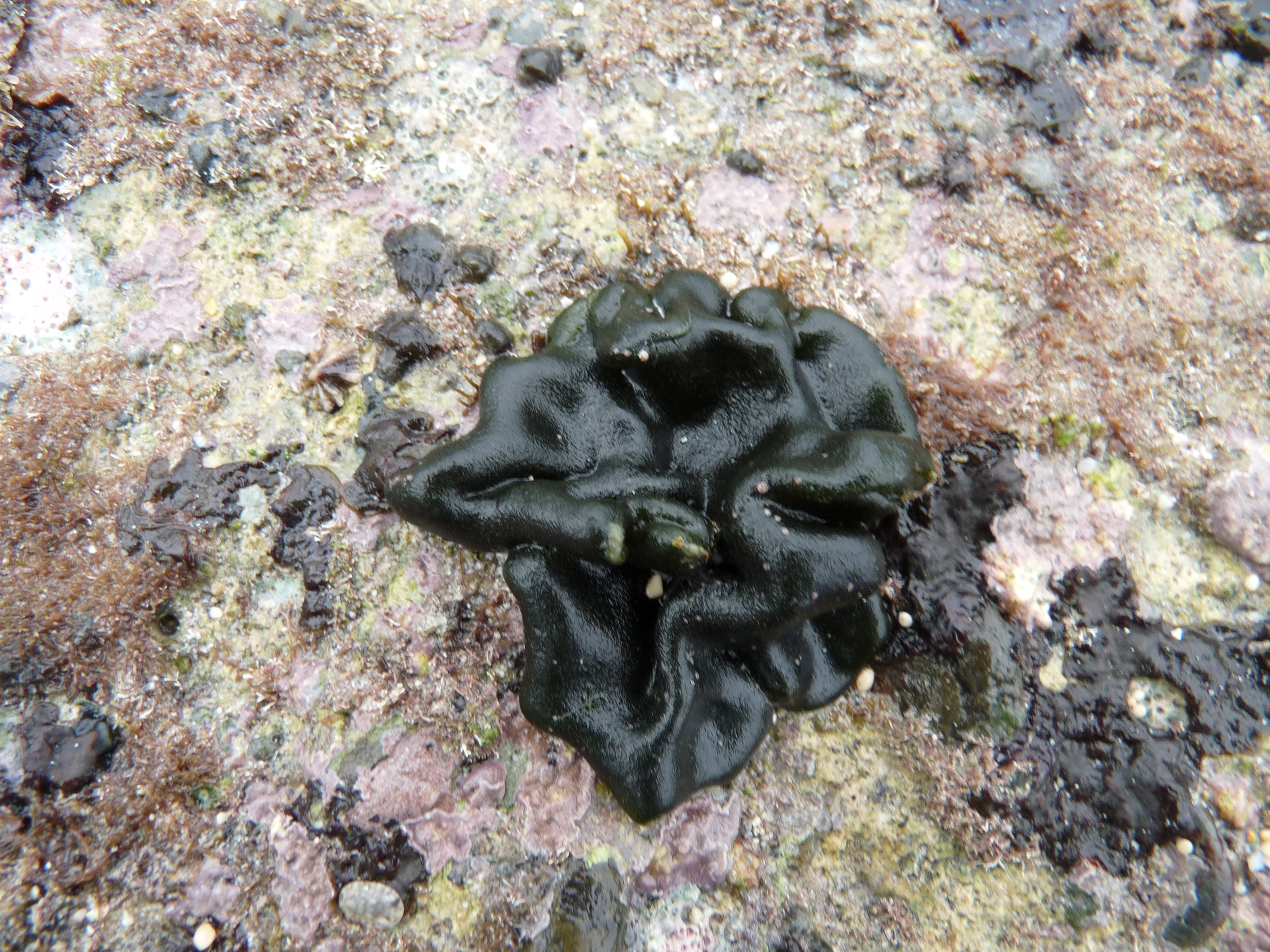
Petrospongium rugosum
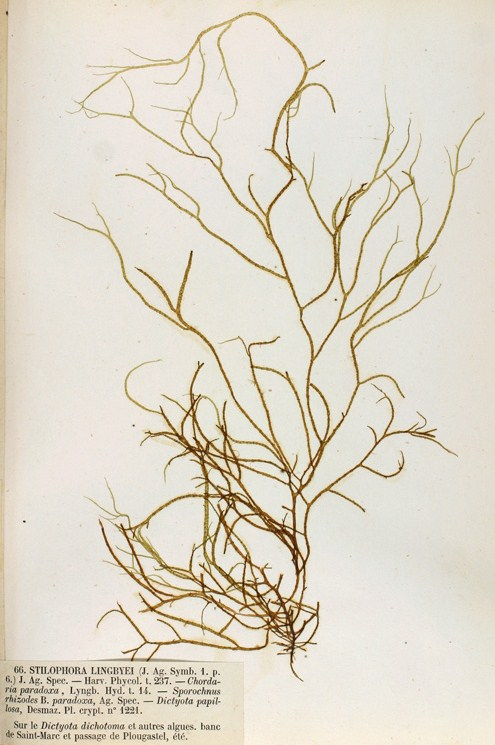
Spermatochnus paradoxus